# Бедзянський потік
Бедзянський потік (словац. Bedziansky potok) — річка в Словаччині, права притока Нітри, протікає в окрузі Топольчани.
Довжина приблизно 9.7-11.4 км. Витік знаходиться в масиві Подунайські пагорби (геоморфологічна підодиниця Нітранські пагорби); на висоті близько 260 метрів. Впадає потік Ілус.
Протікає територією села Норовце і міста Топольчани. Впадає в Нітру на висоті приблизно 165-170 метрів.